# Kurt Walter
Kurt Walter (ur. 22 września 1905 w Reutlingen, zm. 16 października 1992 w Tybindze) – niemiecki astronom.

## Życiorys
Studiował matematykę i fizykę w Stuttgarcie, a następnie astronomię w Królewcu. Tamże w 1928 roku obronił doktorat, a w 1932 roku habilitował się. Zatrudniony po studiach w Królewcu jako rachmistrz, przez krótki czas zajmował się obserwacjami przy użyciu koła południkowego, służbą czasu i pracami obliczeniowymi, jednak w późniejszych latach głównym przedmiotem jego zainteresowań naukowych były ciasne układy podwójne gwiazd, ich fotometria i zagadnienia związane z wymianą materii między składnikami. W 1937 roku został zatrudniony na etacie naukowym w obserwatorium w Poczdamie, w listopadzie 1941 roku uzyskał tytuł profesora na uniwersytecie berlińskim.
W październiku 1941 roku (będąc członkiem NSDAP), został przez niemieckie władze okupacyjne w Polsce mianowany dyrektorem obserwatorium krakowskiego (po wcześniejszym usunięciu z tego stanowiska prof. Tadeusza Banachiewicza). Od początku 1942 roku oficjalnie objął stanowisko „zarządcy komisarycznego” (w praktyce dyrektora) wszystkich polskich obserwatoriów astronomicznych znajdujących się na terenie Generalnego Gubernatorstwa (w Krakowie, Lwowie i Warszawie oraz stacji obserwacyjnych na Lubomirze i Popie Iwanie). W drugiej połowie 1943 i na początku 1944 służył w wojsku.
Zachowały się informacje świadczących o tym, że podczas pełnienia tej funkcji okazywał on dużą solidarność z polskimi astronomami. Pisze o tym m.in. Konrad Rudnicki: jest faktem, że Walter, będący – owszem – członkiem NSDAP, nie splamił się żadnym własnym zarządzeniem antypolskim, a wykonywanie takich zarządzeń odgórnych raczej łagodził wskazówkami wykonawczymi lub patrzeniem przez palce na sposób ich wykonywania. Z drugiej strony, Walter próbował wywieźć instrumenty astronomiczne znajdujące się w lwowskim obserwatorium i ewakuować personel naukowy krótko przed zajęciem tego miasta przez wojska radzieckie.
Po zakończeniu wojny pracował początkowo jako bibliotekarz w Stuttgarcie, a następnie (w latach 1962–1972) jako profesor astronomii w Tybindze. W późniejszym okresie prowadził obserwacje fotometryczne w obserwatorium ESO w La Silla w Chile (zajmując się układami podwójnymi typu Algola i W UMa).
Zmarł 16 października 1992 roku w Tybindze.